# Félix Borges de Medeiros

Félix Borges de Medeiros (Ponta Delgada, 21 de Junho de 1819 — Angra do Heroísmo, 14 de Junho de 1872) foi um político açoriano, governador civil do Distrito de Ponta Delgada (1851 a 1868) e do Distrito de Angra do Heroísmo (13 de setembro de 1869 a 14 de junho de 1872). Foi durante o seu mandato como governador civil de Ponta Delgada que, em 1852, se iniciaram as lições no Liceu de Ponta Delgada, no seguimento de um edital por ele assinado a 21 de Fevereiro daquele ano. Também no seu mandato se deu início, no ano de 1861, à construção do molhe do porto daquela cidade.

## Biografia
Félix Borges de Medeiros foi filho de Vicente José Borges, um comerciante lisboeta que chegara à ilha de São Miguel fugido das invasões francesas, e de Maria Feliciana de Medeiros Borges, uma micaelense natural da freguesia da Bretanha, na costa norte da ilha.
No ano de 1841 formou-se em Direito na Universidade de Coimbra, fixando de seguida residência no Porto, cidade onde abriu escritório de advogado e onde casou com Ana Emília de Castro Silva, filha de António José de Castro Silva, o 1.º visconde de Santo António do Vale da Piedade.
Tendo tomado partido pela Regeneração, em 1851 foi nomeado governador civil do Distrito de Ponta Delgada, cargo de que tomou posse a 25 de Julho daquele ano e que desempenhou até 1868, um raro caso de longevidade política face à crónica instabilidade governamental do tempo. Foi demitido por António José de Ávila, o açoriano marquês de Ávila e Bolama, por não querer aceitar numa luta eleitoral um papel pouco simpático que o governo lhe distribuíra e cujo desempenho importaria a interrupção de relações com alguns dos seus amigos.
Durante o seu mandato elaborou 23 relatórios dirigidos ao Governo e à Junta Geral do distrito e desenvolveu, como era objectivo dos regeneradores, uma importante obra de fomento que se traduziu em importantes melhoramentos para a ilha tendo para tal criado, a 12 de Agosto de 1851, uma Comissão de Obras Públicas destinada a fixar prioridades e estratégias em matéria de fomento, com destaque para a questão das vias de comunicação. Também se interessou pela educação, promovendo em 1852 a fundação do Liceu de Ponta Delgada e aumentando o número de escolas primárias. O Liceu, dirigido pelo padre João José do Amaral, o Comissário de Estudos do distrito, funcionou inicialmente no extinto Convento dos Gracianos de Ponta Delgada.
Durante o seu mandato, em Setembro de 1861, deu-se início à construção do molhe do porto artificial de Ponta Delgada, uma obra que mudaria a economia da ilha, ocupando então o cargo de presidente da Junta Administrativa das Obras do Porto Artificial de Ponta Delgada. Também se lhe deve a construção do primeiro edifício balnear das Termas das Furnas, de um sistema de adução de água para Ponta Delgada e da actual cadeia de Ponta Delgada, construída na Boa Nova em 1856, o que permitiu acabar com a cadeia municipal que então ocupava instalações precárias no edifício dos Paços do Concelho. Por sua influência junto do Governo português foi estabelecida uma linha de navegação a vapor entre Lisboa e os Açores e permitida a livre cultura e fabrico de tabaco nos Açores.
Partidário do livre comércio, em 1862 defendeu, sem sucesso, a abolição dos direitos aduaneiros entre a ilha de Santa Maria e ilha de São Miguel, que apesar de pertencerem ao mesmo distrito administrativo estavam separadas por pesadas barreiras alfandegárias. Para fomentar esse comércio defendeu mesmo, também em vão, o pagamento de um subsídio estatal para permitir que uma embarcação mantivesse uma ligação marítima regular entre as duas ilhas.
Outra área em que investiu durante o seu mandato em Ponta Delgada foi na assistência social, tendo que enfrentar diversas crises alimentares, fruto da miséria que grassava na ilha durante as décadas de 1850 e 1860 e de sucessivos maus anos agrícolas. Neste campo dedicou grande atenção à higiene e saúde pública, com destaque para as medidas de luta contra os surtos de colera morbus em 1856 e de croup em 1860. Em matéria de assistência social empenhou-se na fundação de um asilo de mendicidade na cidade de Ponta Delgada, para tanto nomeando em 1852 uma comissão, presidida pelo bispo D. frei Estêvão de Jesus Maria. Não tendo conseguido êxito na iniciativa, voltou a tentar em 1864, embora novamente sem resultado. Fundou o Asilo de Infância Desvalida de Ponta Delgada, que abriu as suas portas a 15 de Dezembro de 1855, tendo presidido à comissão que elaborou os seus estatutos e, mais tarde, à Irmandade Protectora da Infância Desvalida de Ponta Delgada.
A 10 de Julho de 1861 coube-lhe receber, como governador civil, o príncipe Napoleão e a sua consorte, a princesa Maria Clotilde de Saboia, quando o casal aportou a Ponta Delgada em viagem para os Estados Unidos da América.
Quando faleceu ocupava o cargo de governador civil do Distrito de Angra do Heroísmo, funções para as quais fora nomeado em 1869.